# Vallanca
Vallanca es un municipio del Rincón de Ademuz, en la provincia de Valencia (Comunidad Valenciana, España). Cuenta con una población de 131 habitantes (INE 2024). Se trata de un municipio castellanohablante, en el que el castellano cuenta con el predominio lingüístico reconocido legalmente.

## Geografía
Integrado en la comarca del Rincón de Ademuz, se sitúa a 138 km de la capital valenciana. El término municipal está atravesado por la carretera N-330 en el pK 256, además de por la carretera local (CV-478) que conecta con Ademuz. El relieve del municipio está caracterizado por la Serranía de Cuenca, abrupto y con numerosos barrancos. El río Bohílgues cruza el territorio en su camino hacia el Turia. El pueblo está situado, de forma escalonada, en la vertiente sur de un cerro que alcanza los 1087 m de altitud, a 973 m sobre el nivel del mar. A sus pies discurre, profundamente encajado, el río Bohílgues. La altitud oscila entre los 1452 m (Cabeza Peñalba), en el límite noroccidental con Castielfabib y Salvacañete, y los 890 m a orillas del río Bohílgues.
| Noroeste: Salvacañete (Cuenca)          | Norte: Castielfabib | Noreste: Castielfabib y Ademuz |
| Oeste: Algarra (Cuenca)                 |                     | Este: Ademuz y Casas Altas     |
| Suroeste: Casas de Garcimolina (Cuenca) | Sur: Moya (Cuenca)  | Sureste: Casas Bajas           |

### Núcleos
- Vallanca
- Negrón

## Historia
Vallanca aparece en la documentación de principios del siglo XIII, como parroquia incluida en las tierras de Ademuz, dentro del obispado de Segorbe. La existencia de su dezmería se acredita en un documento de 1232. Durante la Edad Media fue un lugar de cierta relevancia en el contexto comarcal dada su situación fronteriza con Castilla, ya que era la población más occidental del término de Ademuz.
A pesar de ser la segunda parroquia del Término General de Ademuz, su independencia administrativa no llegó hasta 1695, cuando Carlos II le otorgó el título de Villa Real, convirtiéndola en la tercera población con esta distinción en la comarca del Rincón de Ademuz, después de las dos villas históricas: Castielfabib y Ademuz. Todavía en el año 1699 se firmaba documento de concordia entre Vallanca y Ademuz para determinar el reparto de edificios públicos y derechos que hasta entonces habían sido comunes.

## Demografía
Vallanca cuenta con una población de 131 habitantes (INE 2024).
| Gráfica de evolución demográfica de Vallanca entre 1842 y 2021                                                      |
| |
| Población de derecho según los censos de población del INE Población de hecho según los censos de población del INE |

## Economía
Su base económica radica fundamentalmente en la agricultura, la ganadería y la explotación forestal, aunque esta última se halla muy agotada. Dentro de los cultivos de secano se encuentran los cereales, frutales y viñas. Con las aguas del río Bohílgues se riegan las huertas, en la que se cosechan cereales, maíz, hortalizas y frutales, especialmente manzanas. Además de la omnipresente almendra, la nuez es el otro fruto seco que abunda en las zonas húmedas del término y que tiene fama por su calidad. La ganadería cuenta con cabezas de lanar, porcino y colmenas de abejas.

## Patrimonio histórico

### Arquitectura religiosa

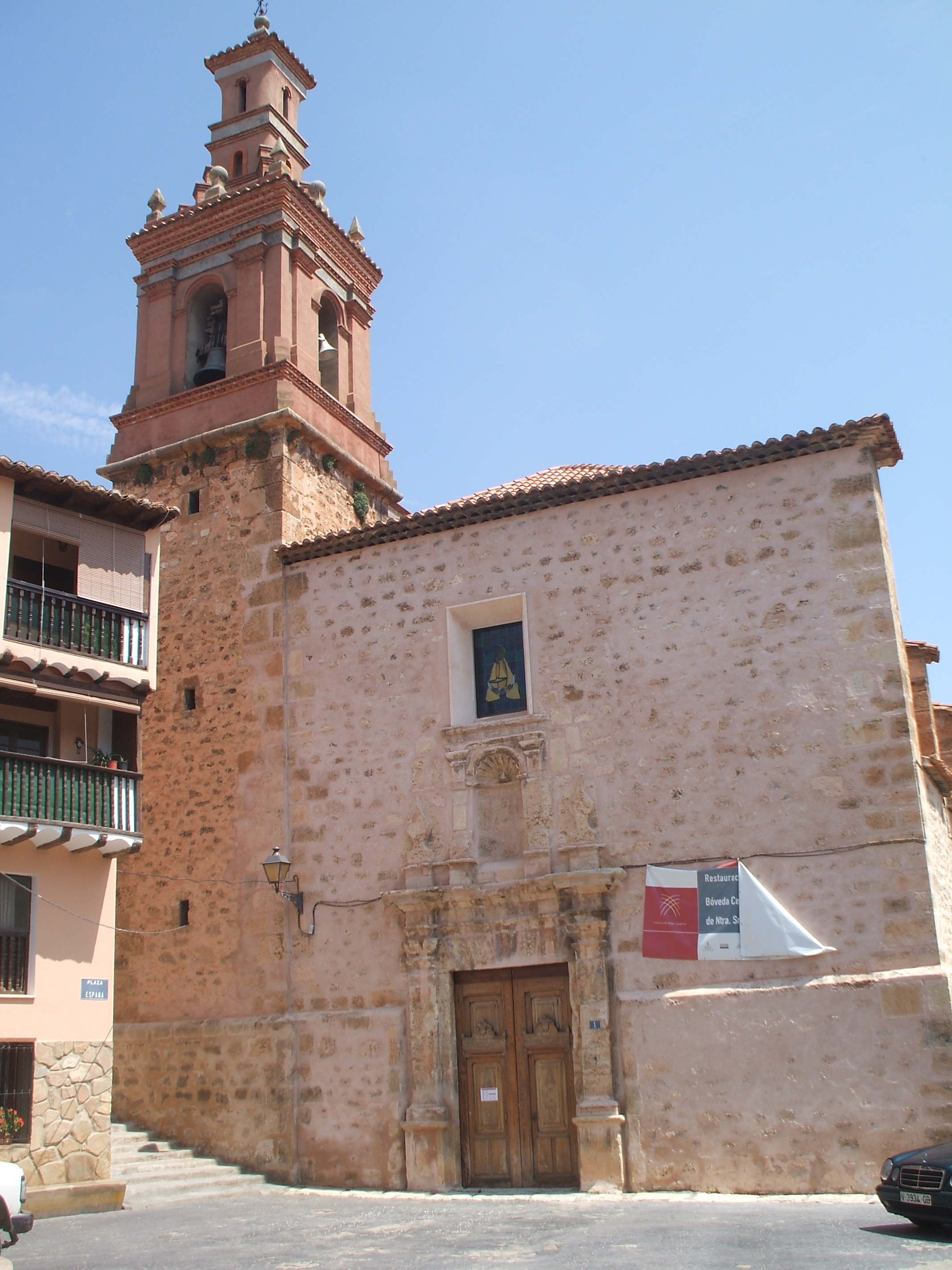
Iglesia de Nuestra Señora de los Ángeles

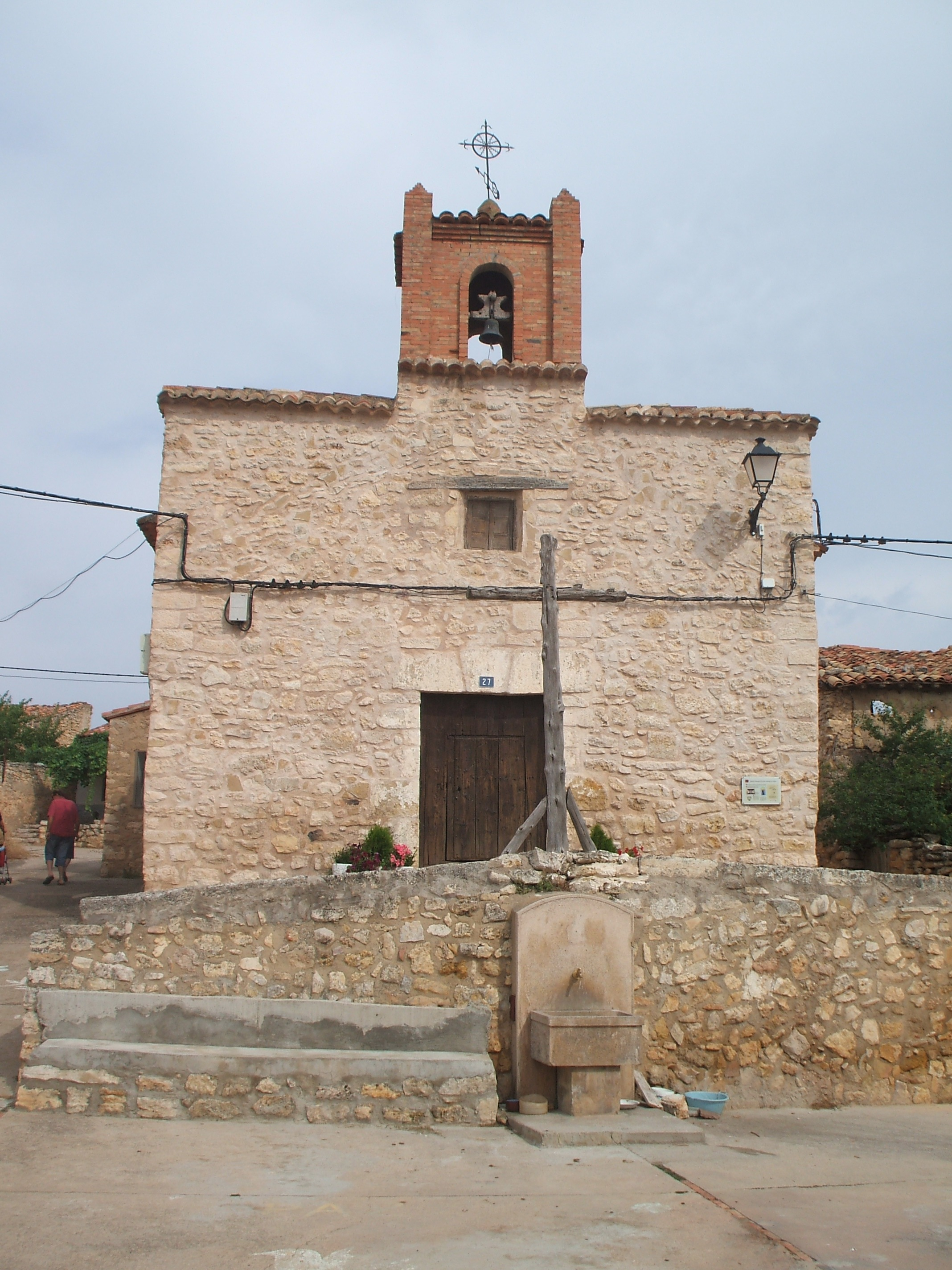
Iglesia parroquial de San Antonio de Padua

- Iglesia parroquial de Nuestra Señora de los Ángeles: la parroquia de Vallanca se halla entre las más antiguas del Rincón de Ademuz, documentándose su dezmería ya en el primer tercio del siglo XIII. No obstante, el templo parroquial que hoy podemos contemplar, que vino a sustituir al antiguo, tomó su aspecto definitivo al final del siglo XVII. Se trata de un edificio barroco que posee planta longitudinal, con ancha nave central y seis capillas laterales comunicadas entre sí. De su interior lo más destacable es la utilización de la decoración en esgrafiado, cuyos motivos son característicos de la última década del siglo XVII y están realizados en blanco sobre fondo negro. Aunque presentes en otros templos comarcales los esgrafiados de la iglesia parroquial de Vallanca se desarrollan con especial amplitud y perfección y son, sin duda, los mejor conservados en aquel ámbito local.[7]
- Ermita de San Roque: erigida originalmente bajo la advocación de la Santísima Trinidad, su construcción tuvo lugar durante el primer tercio del siglo XVII. La planta en forma de cruz latina. Del exterior sobresale su portada, consistente en un sencillo arco de medio punto de amplio dovelaje, así como las numerosas cruces de talla insertas en los muros, cuatro de las cuales aluden a su advocación trinitaria original.[8] Es célebre la romería que se efectúa el 16 de agosto, con gran afluencia de fieles.
- Iglesia parroquial de San Antonio de Padua: situada en Negrón, aldea de Vallanca. La estructura del edificio del siglo XVIII es de una simpleza franciscana: planta rectangular, dividida en tres tramos que constituyen capilla mayor, cuerpo y coro.[9] Desde 1868 la ermita de Negrón adquirió el rango de iglesia parroquial, servida por un rector.

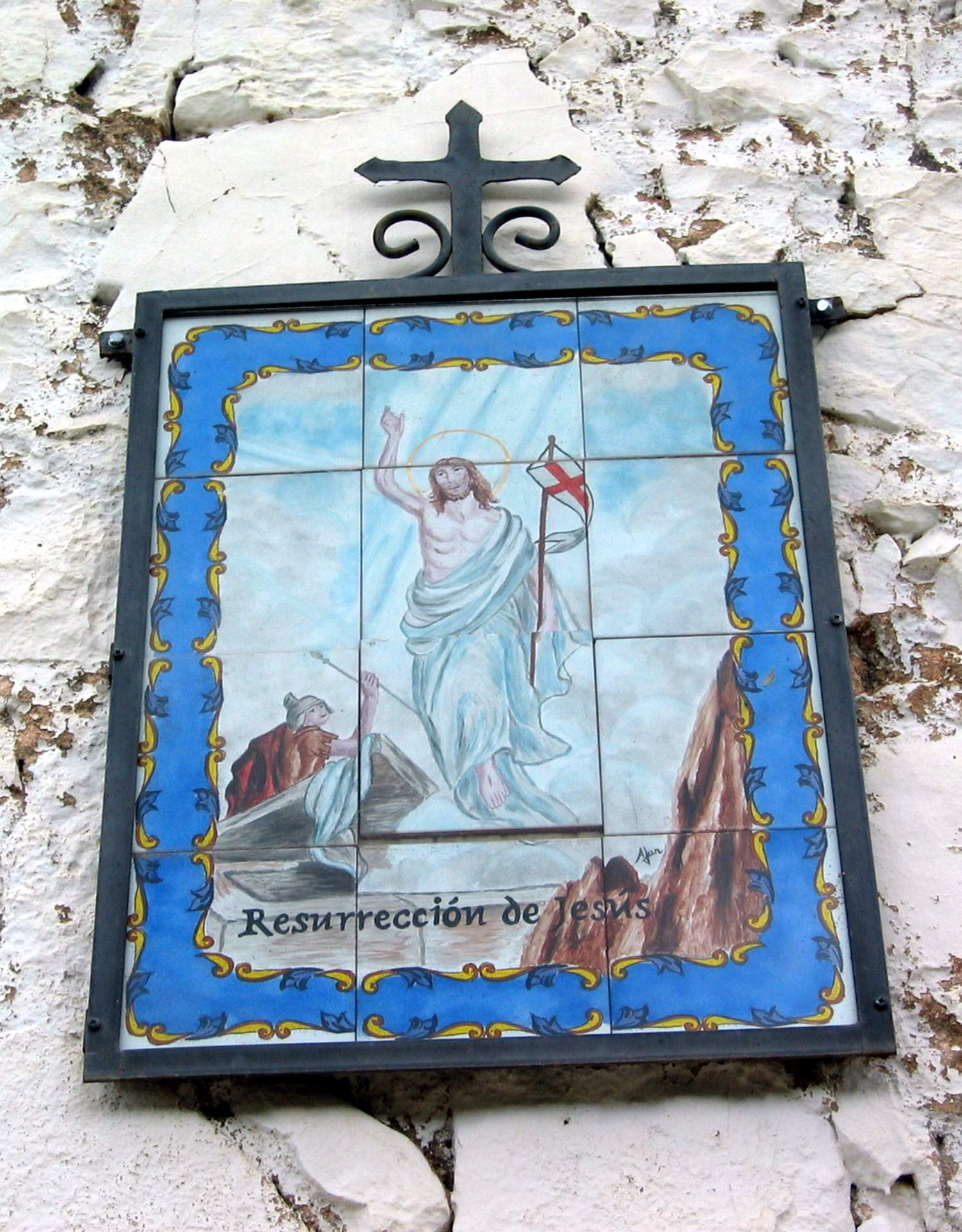
Estación XV del Viacrucis de Vallanca (Valencia): Resurrección de Jesús.

- El Vía Crucis de la villa: de reciente construcción, basado en ladrillos cerámicos enmarcados en cuadro de hierro y coronado por cruz: se extiende entre la población y la ermita de San Roque, donde se hallan las últimas estaciones.

### Arquitectura civil
- Molino de la Villa:[10] su construcción se llevó a cabo a finales del siglo XVI, instigada por dos vecinos de Vallanca. Aunque en un principio contó con la oposición de la municipalidad de Ademuz, que entonces tenía el derecho de instalación de hornos y molinos en su término municipal, el molino de Vallanca finalmente fue erigido y en su fachada luce el escudo que distinguía los edificios municipales ademuceros, las cuatro barras en losange y coronadas de la Casa de Aragón.[11]
- Casa Abadía: edificio de finales del siglo XVI, demolido recientemente. En su solar se ha levantado un edificio de nueva planta. Se conserva todavía el escudo familiar del cura párroco que mandó construirla, mosén Pedro Martín Carrasco.[12]
- Casa Pósito: antiguo almacén municipal de granos, es un edificio que data de mediados del siglo XVIII.[13] Actualmente acoge la agencia de lectura municipal.
- Arquitectura popular: la villa de Vallanca cuenta con numerosos rincones con encanto. Un buen número de casas todavía lucen su aspecto original, con las técnicas constructivas vernáculas, que se hallan entre las mejores del Rincón de Ademuz.

En cuanto a las edificaciones en el ámbito rural del secano vallanquero destaca la Barraca de Josezón, una notable construcción de piedra seca, paradigma de las existentes en diversos puntos del Rincón de Ademuz; tanto por su gandiosidad tectónica como por su belleza formal debería estar catalogada e inventariada -Inventario del Patrimonio Europeo (IPCE)-, incluyéndose entre los monumentos locales más singulares, pues su valor arquitectónico la hace universal. Dichos edificios entroncan con las construcciones protohistóricas y de tradición celta, y fueron erigidas como refugio de agricultores y pastores en distintos momentos históricos de la expansión ganadero-forestal y agrícola de la comarca.

## Fiestas y tradiciones locales[14]

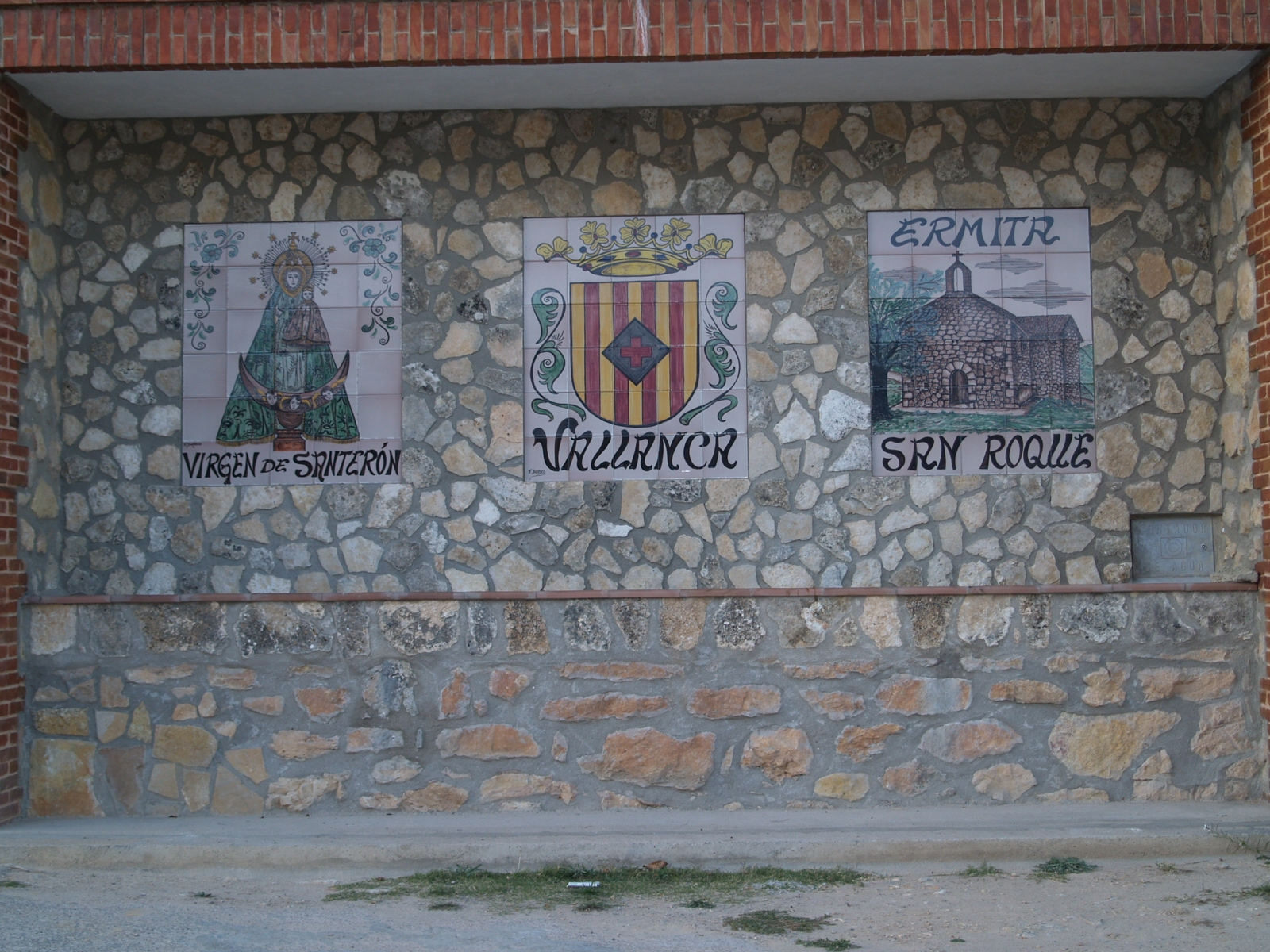
Fuente-abrevadero de las escuelas. Vallanca

- El viernes más cercano al 17 de enero día de San Antón, en cada barrio se encienden hogueras donde los vecinos se reúnen para celebrar la festividad del santo.
- El día 2 de agosto es la fiesta de Nuestra Señora de los Ángeles, patrona del municipio.
- Celebra sus fiestas patronales en torno al 16 de agosto, en honor a su patrón San Roque.
- Romería de Santerón. Esta fiesta está relacionada con la devoción santeronera. Anualmente se celebra romería al santuario conquense de Santerón, donde se congregan gentes de uno y otro lado de la frontera castellano-valenciana. El sábado de Pentecostés es celebrado en el santuario con misa, procesión de la Virgen, comidas típicas, mercado, bailes al son de la pita y la caja (tabal y dolçaina), etc. Son destacables las vistosas corridas de caballos por el prado de Santerón.
- Cada siete años del 16 al 26 de septiembre se celebra el Septenario de Nuestra Señora de Santerón. Se baja a la Virgen a hombros, desde su ermita situada en término de Algarra (Cuenca) hasta la Villa de Vallanca. Durante los nueve días siguientes tienen lugar las llamadas Fiestas Gordas, en las que Vallanca se convierte en la capital espiritual y festiva de las tierras del Rincón de Ademuz. El XLII septenario de la celebración mariana tuvo lugar en 2012 y el próximo, que será el XLIII, debería celebrarse en 2019.
- El 17 de junio se celebra en la aldea de Negrón, la fiesta de su patrón, San Antonio de Padua.
- Vallanca cuenta, además, con una rica tradición musical popular, única en la comarca. Los expertos gaiteros vallanqueros eran reclamados antaño en todas las fiestas del Rincón de Ademuz para animar bailes, solemnizar procesiones e intervenir en cualquier acto festivo. La música de los ejecutantes de la pita y la caja de Vallanca -denominaciones locales de la dulzaina y el tamboril de las zonas valencianoparlantes- ha sido recogida y publicada en una grabación.[15]
- En noviembre de 2022 (días 25, 26 y 27) Vallanca acogió la Fiesta de la manzana esperiega, una celebración comarcal en la que se homenajea a la manzana esperiega del Rincón de Ademuz.[16]

## Galería

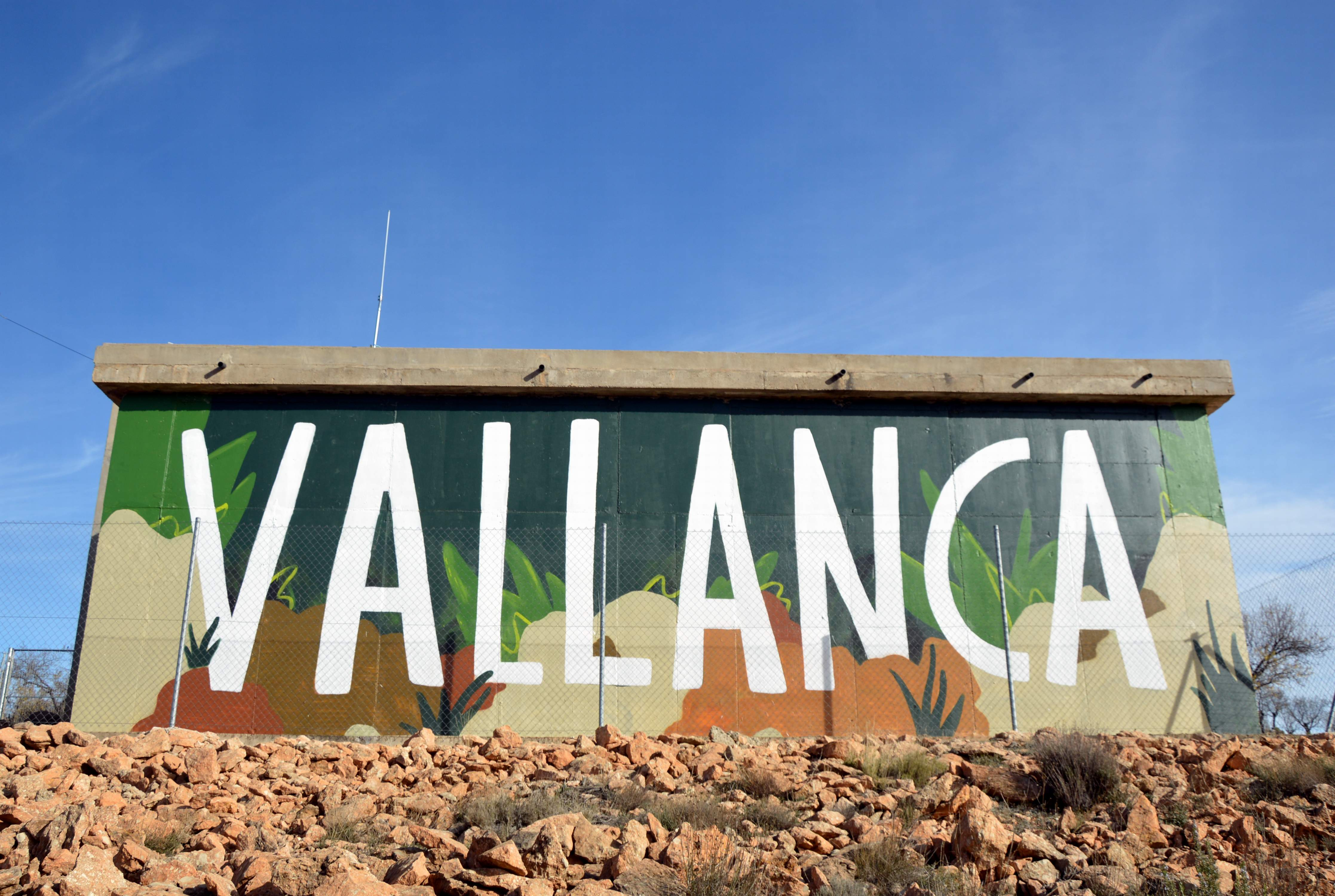
Mural en Vallanca (Valencia), 2022.
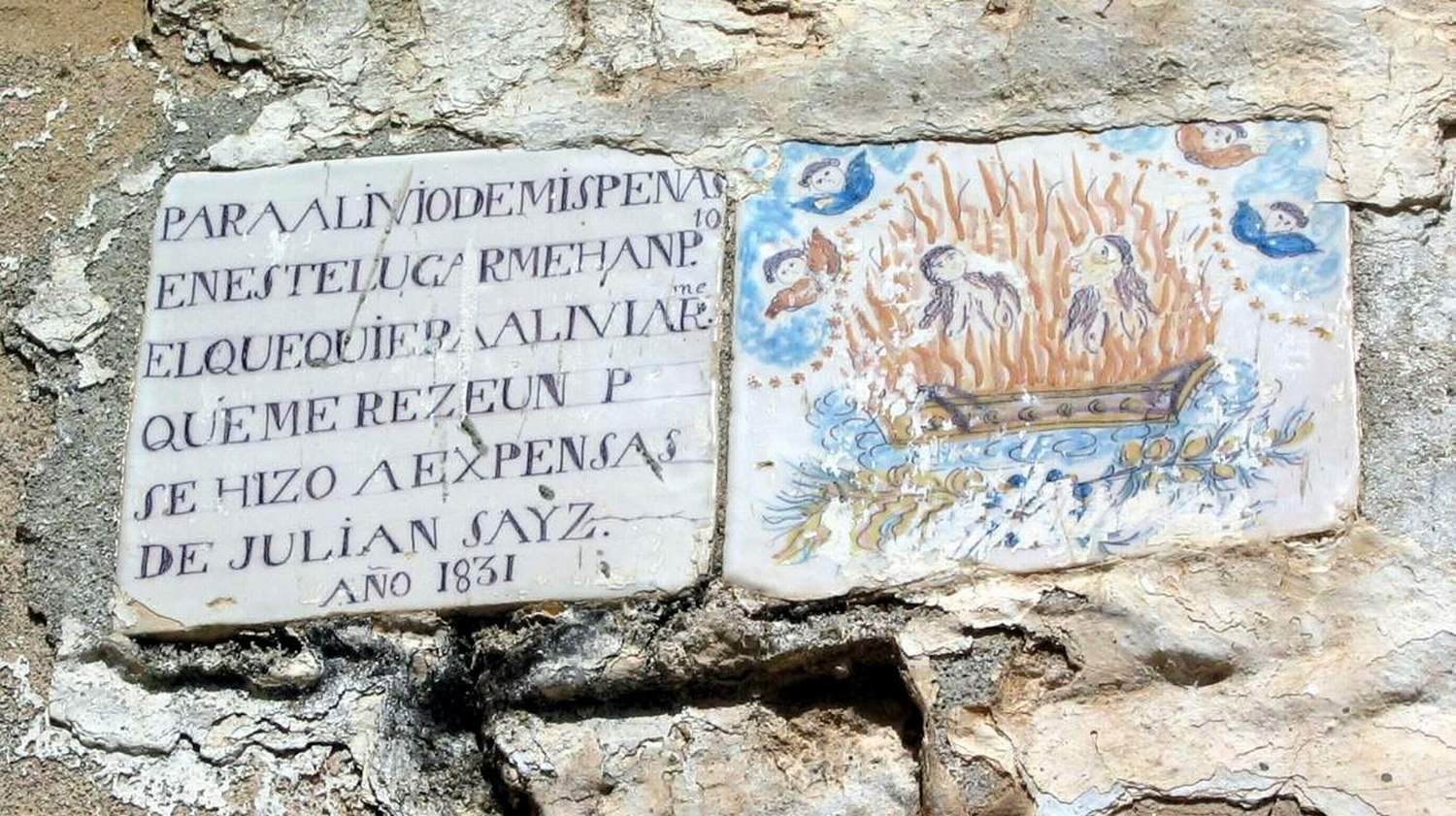
Detalle de ladrillos cerámicos en la fachada de una casa de Vallanca (Valencia), representando el Purgatorio (1831).
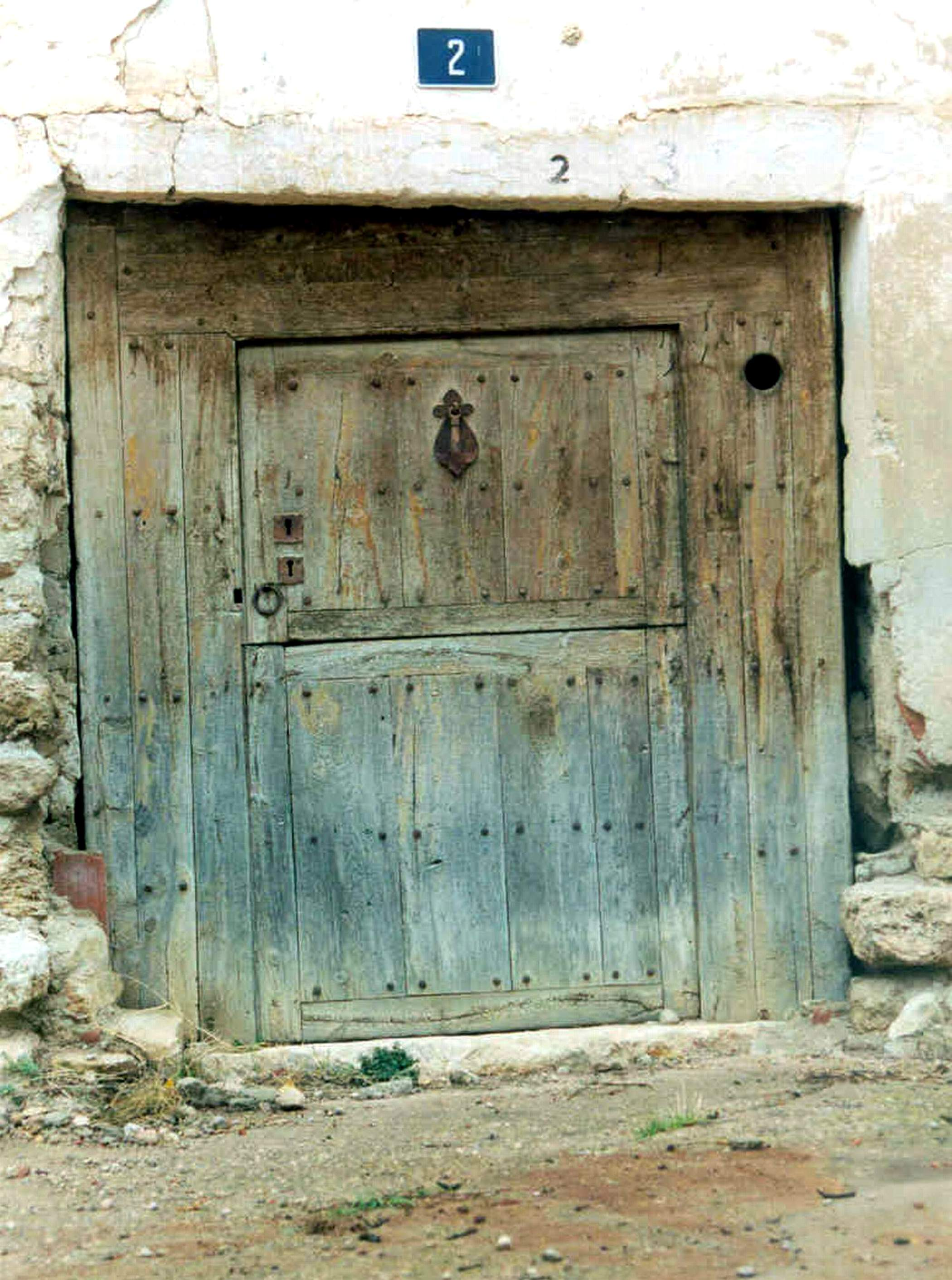
Detalle de puerta de entrada antigua en una casa de Vallanca (Valencia).
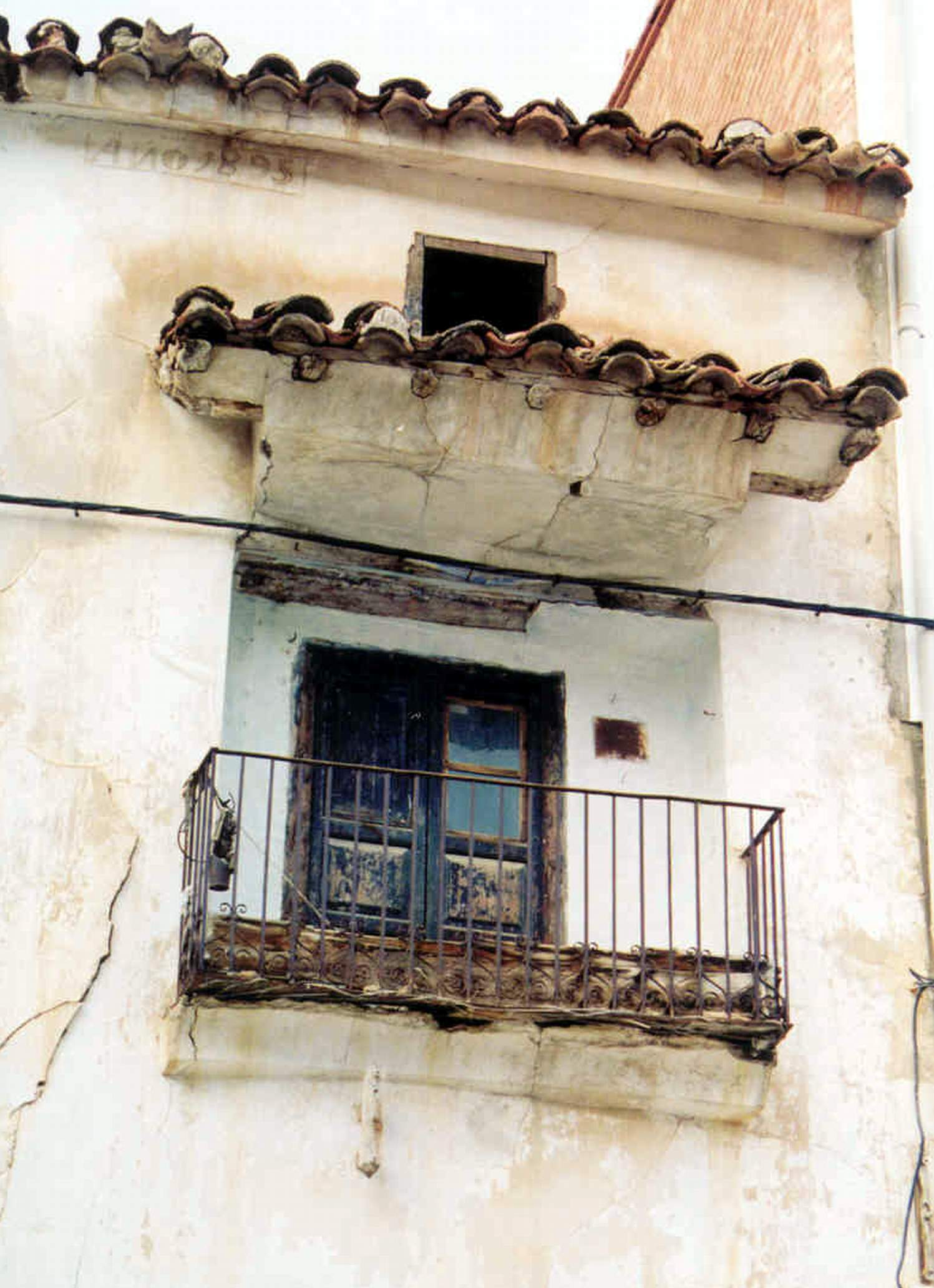
Detalle de balcón con tejaroz en una casa de Vallanca (Valencia), 1895.
- Archivo:* Pardo Pardo, F.: "Las seguidillas en el territorio de la Cruz de los Tres Reinos". En'': I Simposium Cruz de los Tres Reinos: Espacio y tiempo en un territorio de frontera (Ademuz, julio 2008).'' Universidad de Castilla Mancha, 2011, pp. 433–445.
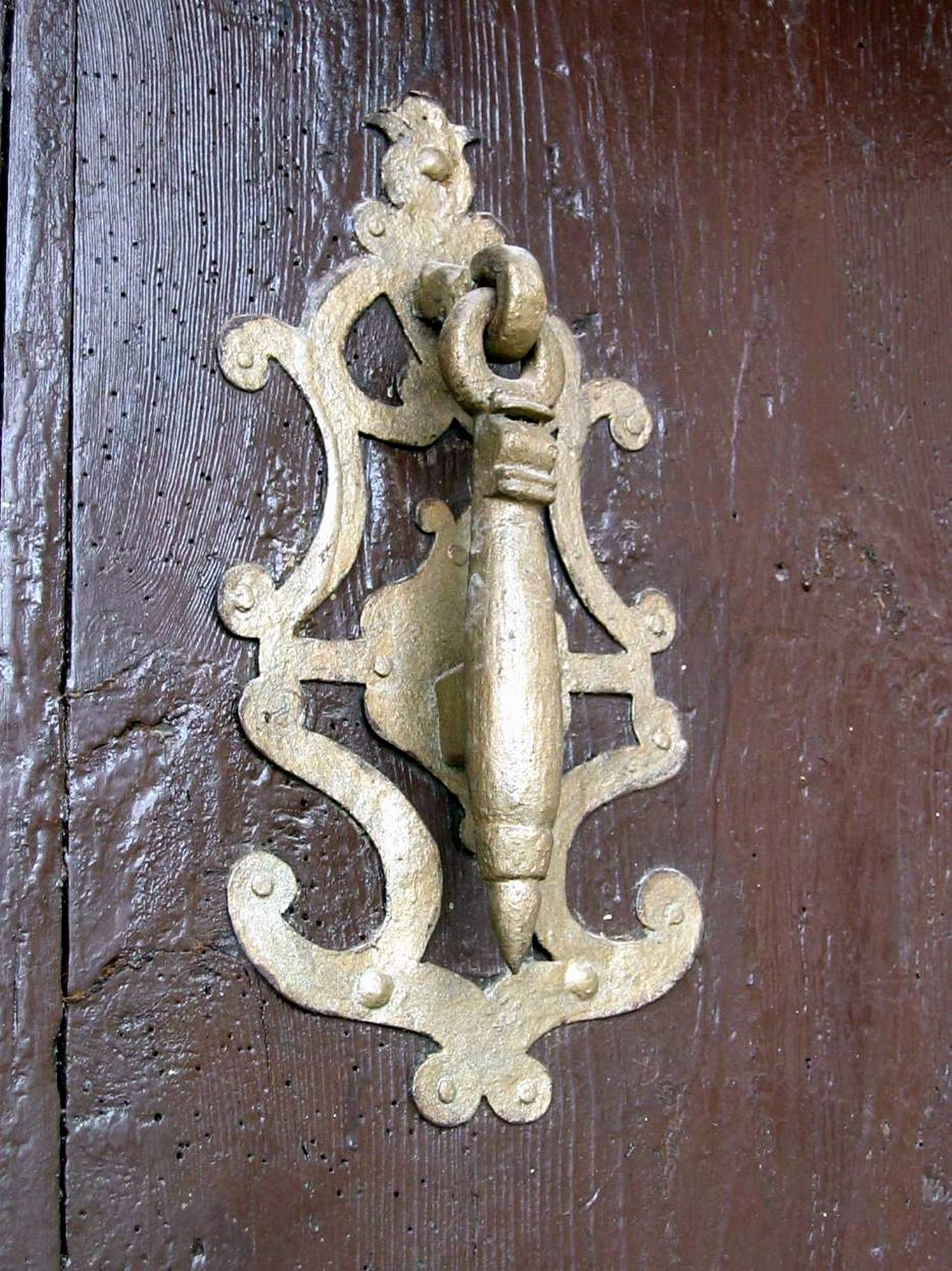
Detalle de picaporte en la puerta de una casa de Vallanca (Valencia).
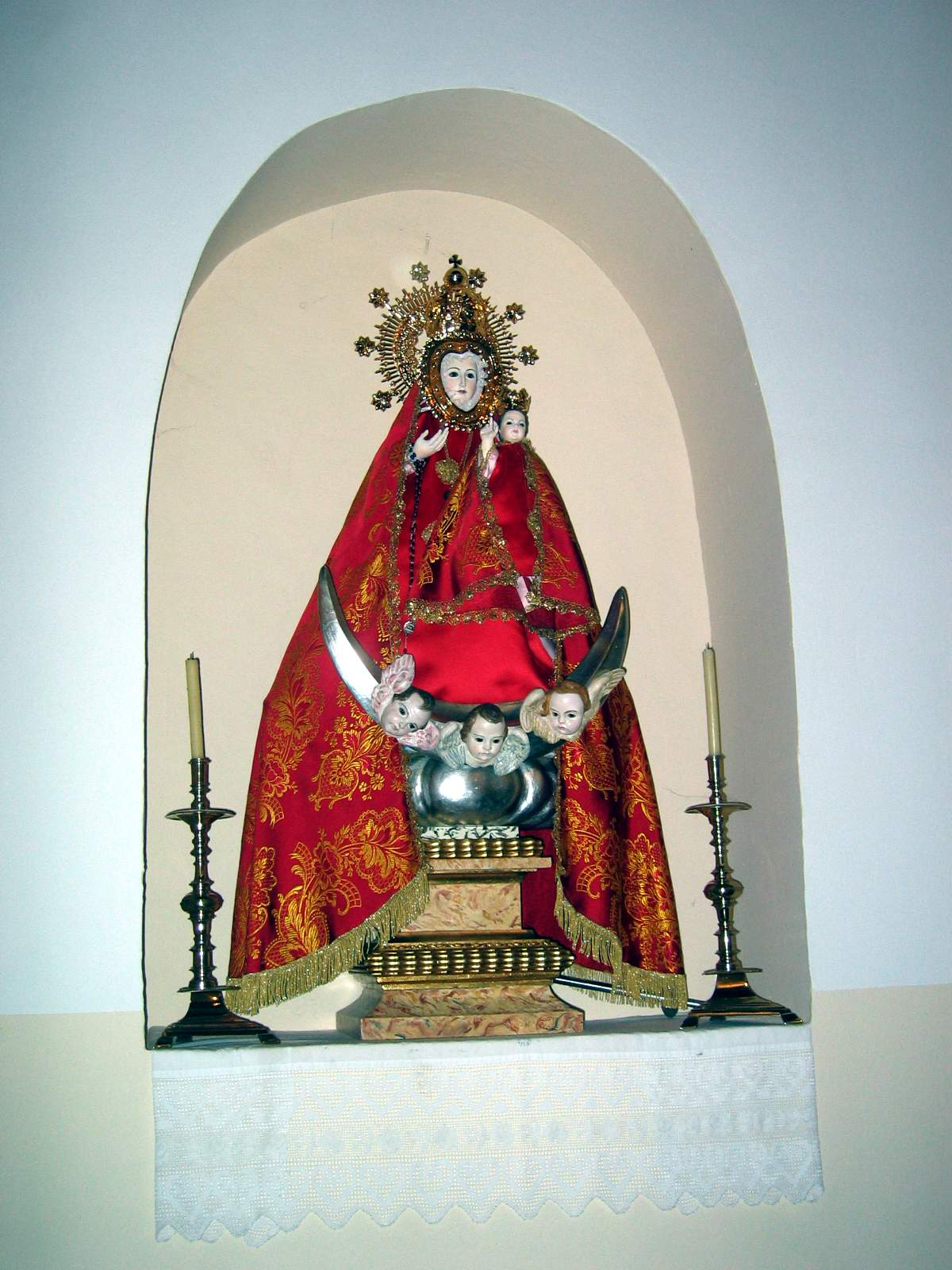
Detalle de la Virgen de Santerón en su hornacina de la iglesia de Algarra (Cuenca), objeto de gran devoción entre los vallanqueros.
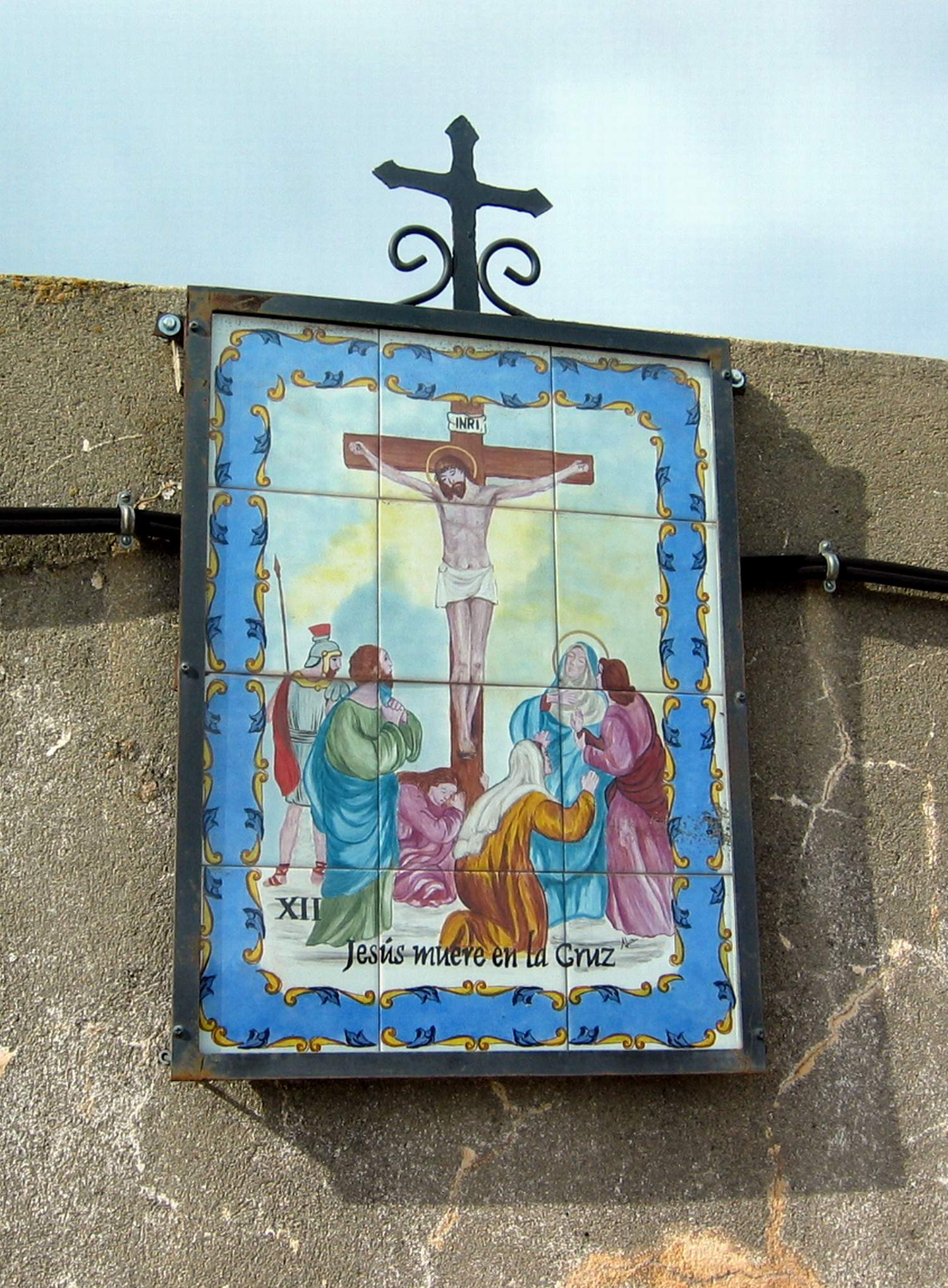
Estación XII del Viacrucis de Vallanca (Valencia): Jesús muere en la cruz.
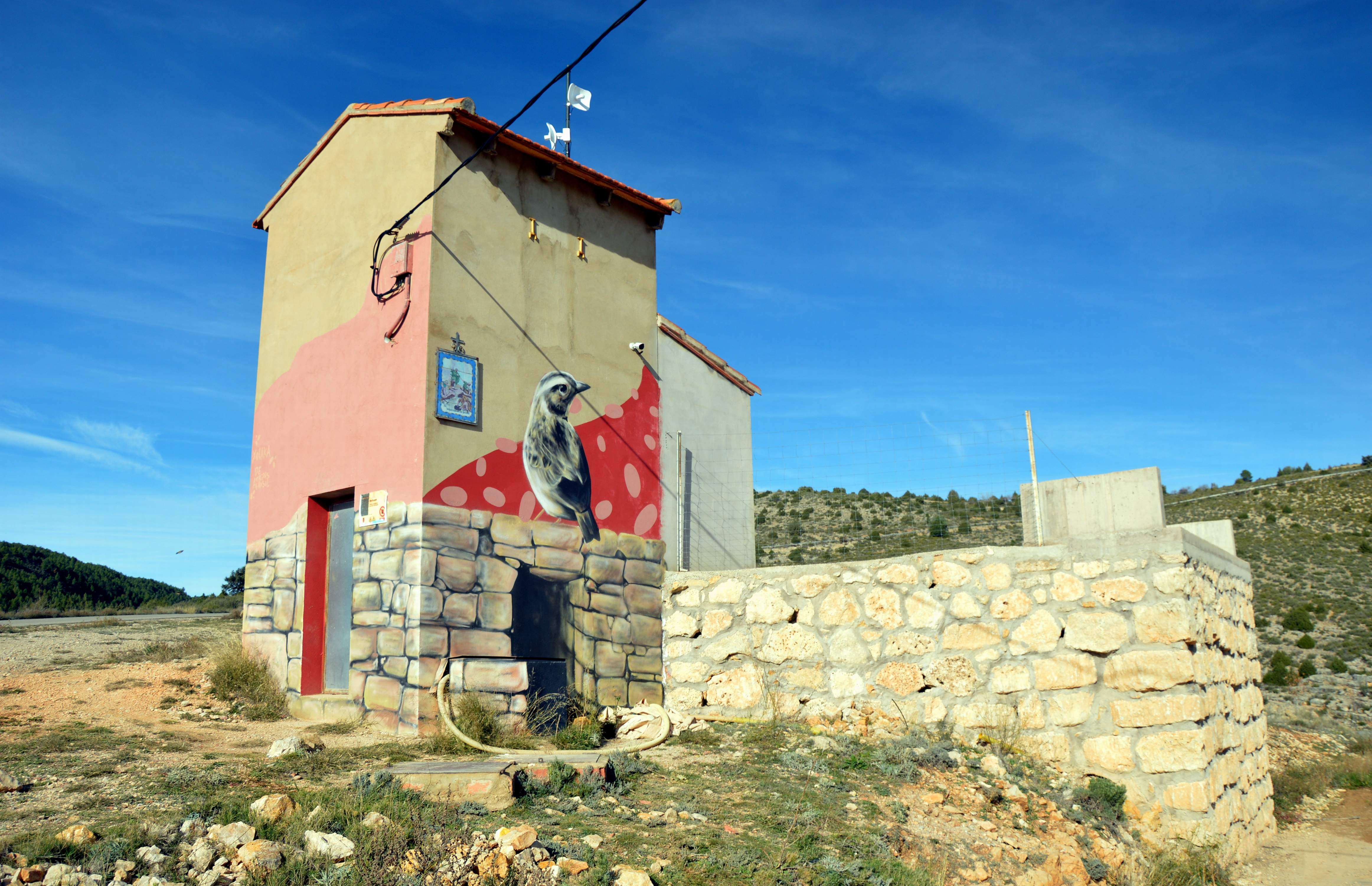
Mural en Vallanca (Valencia), 2022.
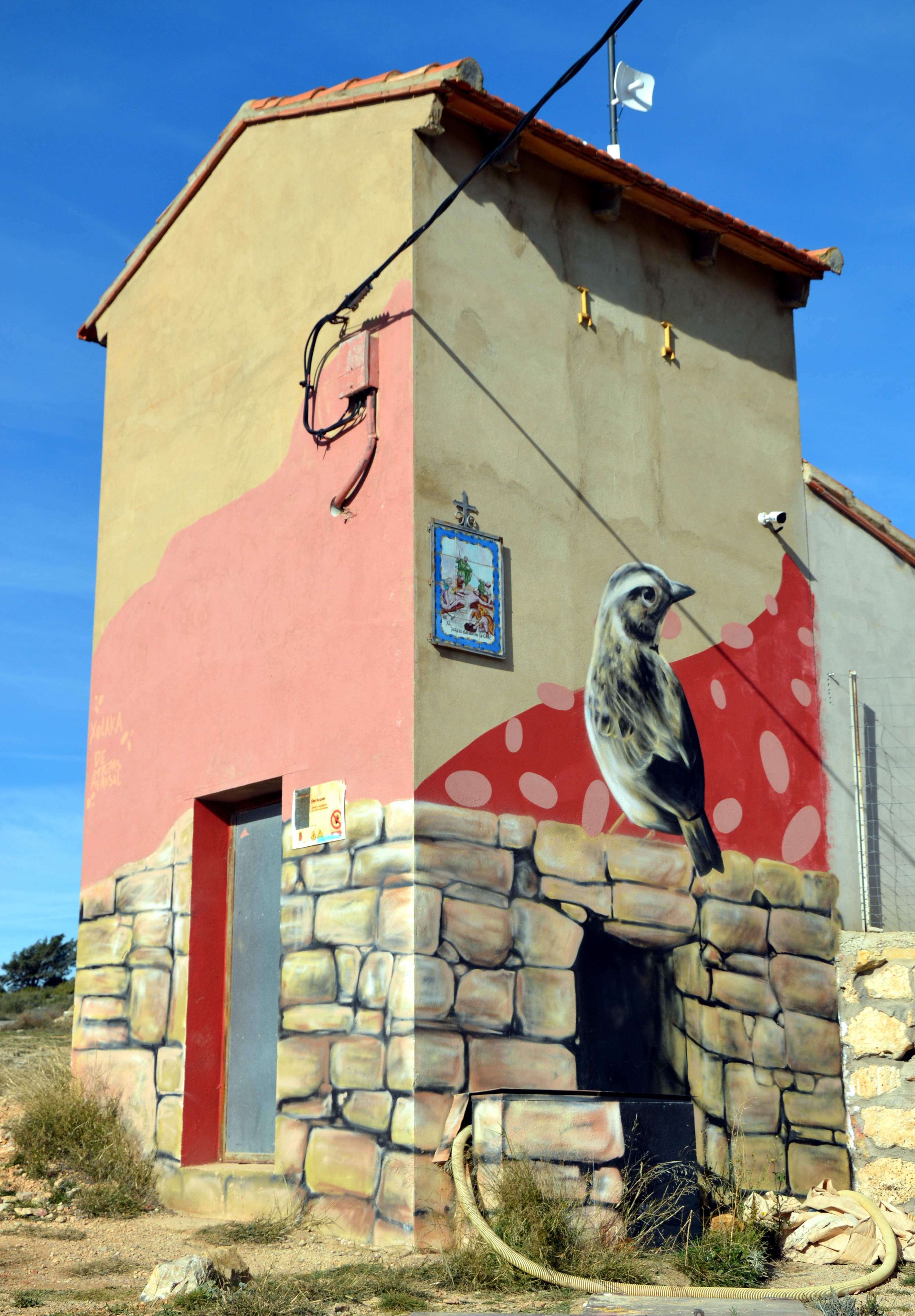
Mural en Vallanca (Valencia), 2022.
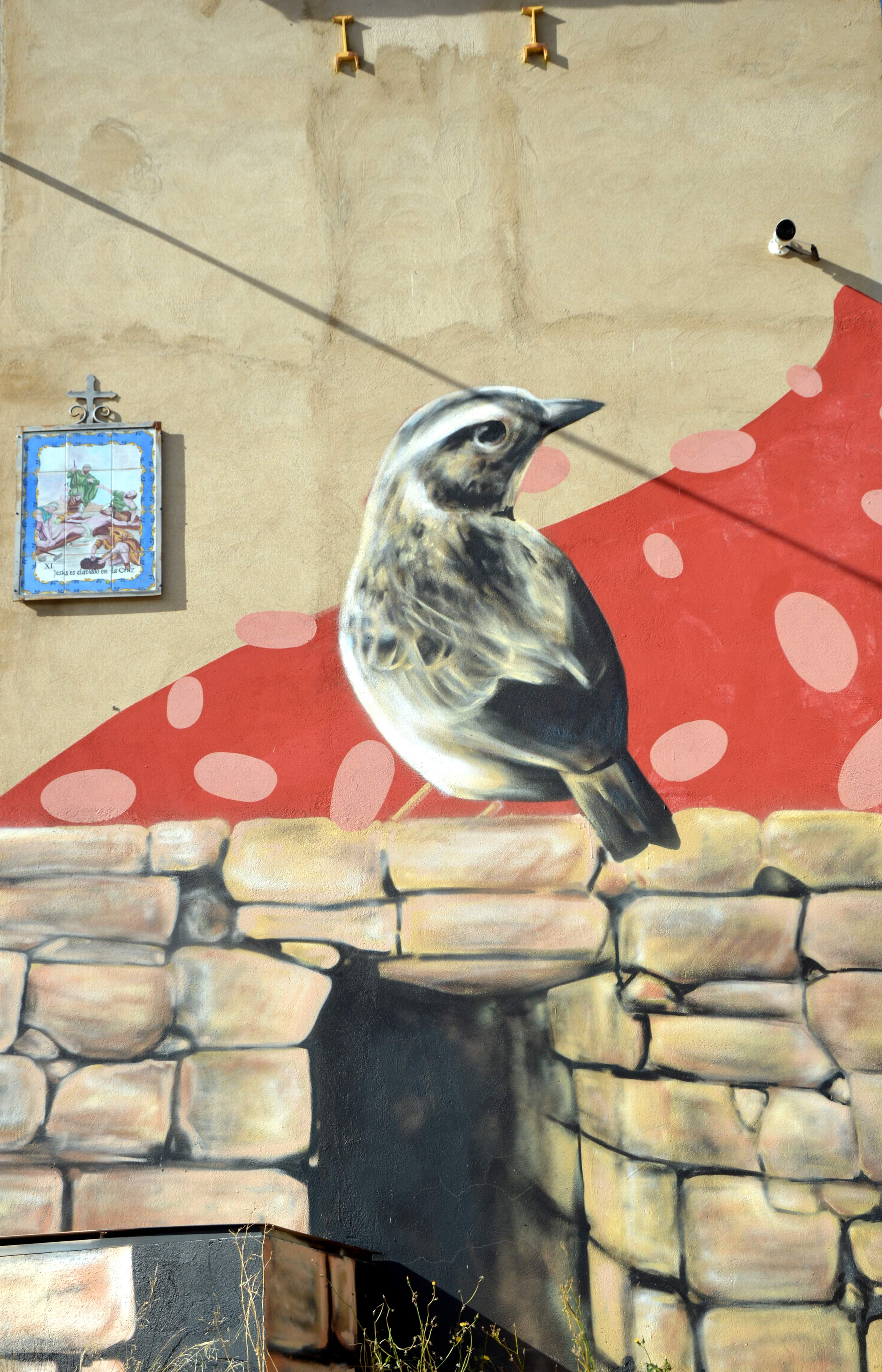
Mural en Vallanca (Valencia), 2022.
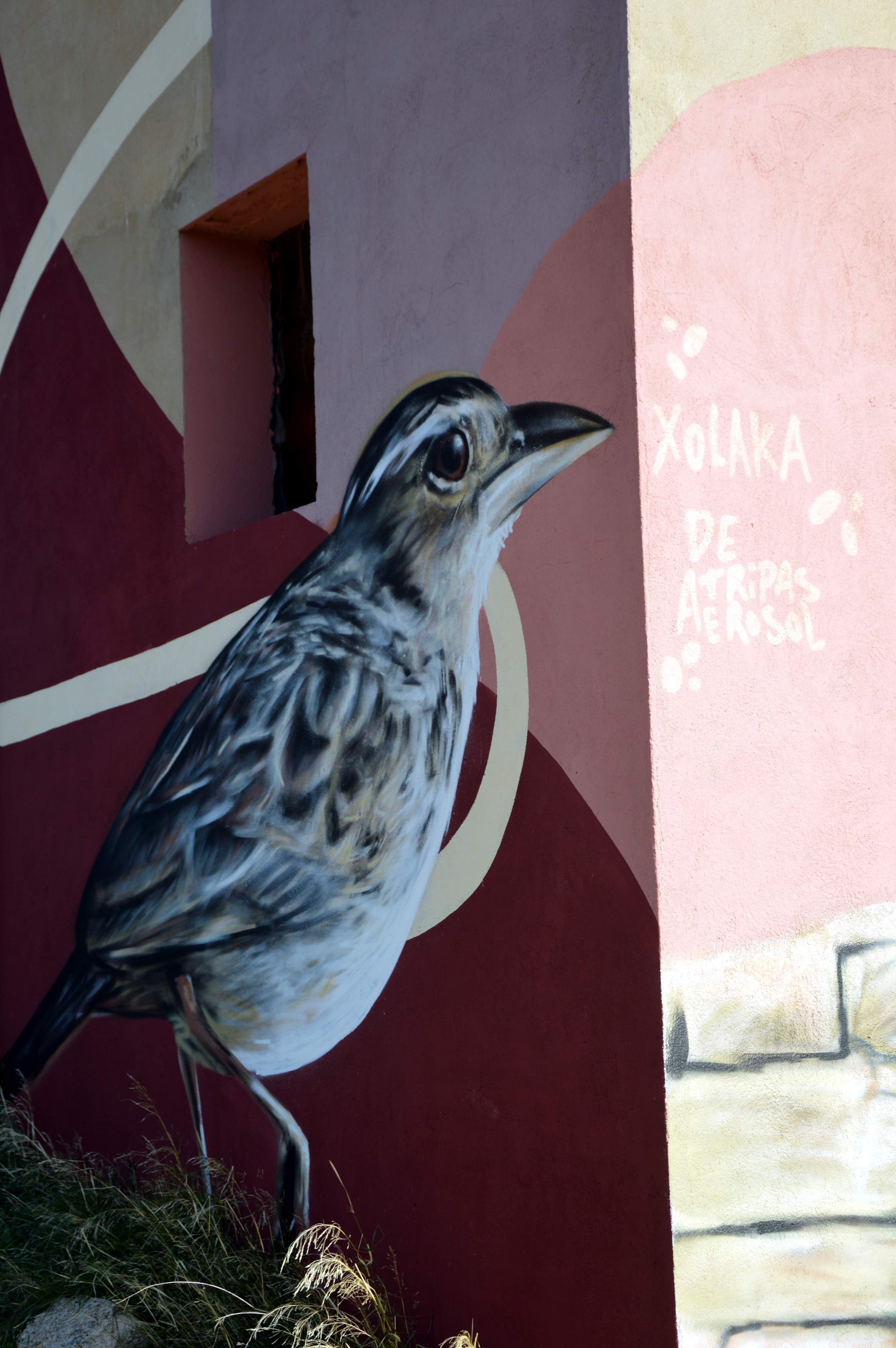
Mural en Vallanca (Valencia), 2022.